# Franklin Marén Castillo
Franklin Marén Castillo (1987. március 9. –) kubai szabadfogású birkózó. A 2018-as birkózó-világbajnokságon bronzérmet nyert 70 kg-os súlycsoportban. Egyszeres ezüstérmes birkózó a Pánamerikai Játékokon 65 kg-os súlycsoportban, a Pánamerikai Bajnokságon 2017-ben és 2013-ban aranyérmes volt 65 és 66 kg-os súlycsoportban, 2018-ban a Közép-Amerikai és Karibi Játékokon aranyérmet nyert 74 kg-ban.

## Sportpályafutása
A 2018-as birkózó-világbajnokságon a 70 kg-osok bronzmérkőzése során az ukrán Andrij Kvijatokovszkij volt ellenfele, akit 11–1-re  megvert.